# Smedby BoIK
Smedby BoIK är en svensk idrottsförening i Smedby strax utanför Kalmar i Småland, bildad 1933. Klubbens stora sport är fotboll.
Klubben Smedby BoIK är en förening med gamla anor. BoIK bildades 1933. Laget spelade och tränade då på Storängen i Smedby. 1951 invigdes den nuvarande idrottsplatsen, Tingbyskans. Tingby, som den kallas i folkmun, byggdes om och till allt efter behovet av utrymme ökade. 